# Mauges-sur-Loire
Mauges-sur-Loire – gmina we Francji, w regionie Kraj Loary, w departamencie Maine i Loara. W 2013 roku liczba ludności wynosiła 18 250 mieszkańców. 
Gmina została utworzona 15 grudnia 2015 roku z połączenia 11 ówczesnych gmin: Beausse, Botz-en-Mauges, Bourgneuf-en-Mauges, La Chapelle-Saint-Florent, Le Marillais, Le Mesnil-en-Vallée, Montjean-sur-Loire, La Pommeraye, Saint-Florent-le-Vieil, Saint-Laurent-de-la-Plaine oraz Saint-Laurent-du-Mottay. Siedzibą gminy została miejscowość La Pommeraye.